# Calvin Klein
Calvin Klein Inc je modna tvrtka koju je 1968. godine osnovao dizajner Calvin Klein. Sjedište tvrtke je na Manhattanu, New York, trenutačni vlasnik tvrtke je Phillips-Van Heusen. Tvrtku čini prepoznatljivom njen puni naziv napisan Futura Book fontom, dok je kraći oblik "cK" napisan Bodoni Book fontom.

## Mirisi
Uz odjeću, tvrtka Calvin Klein poznata je također po više raznih parfema i kolonjskih voda.
- Calvin [1981.]
- Obsession [muški 1986., ženski 1985.]
- Eternity (muški i ženski) [muški 1989., ženski 1988.)
- Escape (muški i ženski) [muški 1993., ženski 1991.]
- ck one (unisex) [1994.]
- ck be (unisex) [1996.]
- Contradiction (ženski i muški) [ženski 1997., muški 1998.]
- Truth (muški i ženski) [muški 2002, ženski 2000]
- Crave (muški) [2003]
- Eternity Moment (ženski) [2004]
- Obsession Night (muški i ženski) [2005]
- Euphoria (ženski) [2005] (muški) [2006]
- Calvin Klein Man [2007]
- ck IN2U (muški i ženski) [2007]
- Euphoria Blossom (ženski)[2007]
- Euphoria Intense (muški) [2008]
- CK Free (men) [2009]
- Beauty (ženski) [2010]
- CK Be We Are One Magnets (unisex) [2010]
- ck IN2U Heat Her (ženski) [2010]
- ck IN2U Heat Him (muški) [2010]
- CK One Summer 2010 (unisex) [2010]
- CK One We Are One Magnets (unisex) [2010]
- Eternity Aqua for Men (muški) [2010]
- Eternity Summer 2010 (ženski) [2010]
- Eternity Summer for Men 2010 (muški) [2010]
- CK Free Blue (muški) [2011]
- CK One Shock For Her (ženski) [2011]
- CK One Shock For Him (muški) [2011]
- CK One Summer 2011 (unisex) [2011]
- Eternity for Men Summer 2011 (muški) [2011]
- Eternity Summer 2011 (ženski) [2011]
- Forbidden Euphoria (ženski) [2011]
- CK One Summer 2012 (unisex) [2012]
- Eternity for Men Summer 2012 (muški) [2012]
- Eternity Summer 2012 (ženski) [2012]
- Sheer Beauty (ženski) [2012]
- Encounter (muški) [2012]

## Vanjske poveznice
- Službena stranica tvrtke  Arhivirana inačica izvorne stranice od 18. siječnja 2010. (Wayback Machine)